# Aeroporto di Kasane
L'aeroporto di Kasane (IATA: BBK, ICAO: FBKE) è un aeroporto botswano situato a circa 4 km a sud dal centro di Kasane, piccolo centro turistico del Distretto Nordoccidentale. Indicato dalla Civil Aviation Authority of Botswana (CAAB) come International Major Airport, lo scalo è strategicamente importante per il turismo locale essendo nei pressi del Four Corners, punto in cui si incontrano le frontiere di Botswana, Namibia, Zambia, e Zimbabwe, nonché accesso al Parco nazionale del Chobe. Inoltre serve la cittadina namibiana Katima Mulilo ed è scalo secondario per il turismo diretto alle Cascate Vittoria.
La struttura è posta all'altitudine di 1 002 m s.l.m. (3 289 ft), costituita da un terminal passeggeri, una torre di controllo e da una pista con superficie in asfalto con orientamento 08/26, lunga 2 000 m e larga 30 m (6 562 × 98 ft) priva di dispositivi di assistenza all'atterraggio.
L'aeroporto è di proprietà del governo botswano, è gestito da CAAB ed è aperto al traffico commerciale.